# 5175 Ables
Az 5175 Ables (ideiglenes jelöléssel 1988 VS4) egy kisbolygó a Naprendszerben. Carolyn Shoemaker és Shoemaker E. M. fedezte fel 1988. november 4-én.